# Понтон (автомобіль)

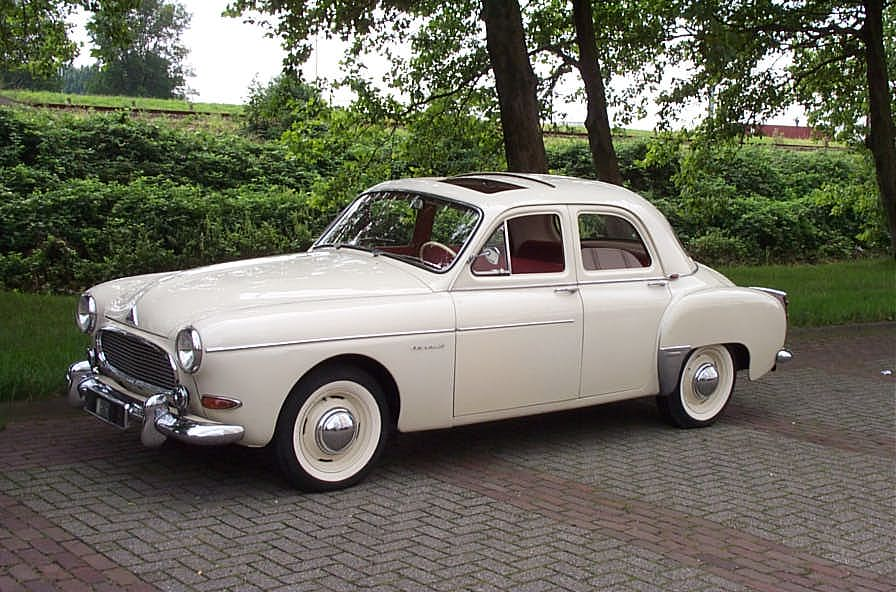
Renault Frégate Transfluide — зразок понтону

Понтон (з нім. Ponton) — елемент дизайну, характерний для багатьох автомобілів 40-х — 50-х років і утворений злитими передніми і задніми крилами з єдиною верхньою лінією.
Інколи (особливо — в неофіційній назві ряду моделей легкових «Мерседесів» випуску 1953—1962 рр., виконаних в такому стилі — Mercedes-Benz в кузовах W120, W121, W105, W128, W180 «Ponton») — сам кузов автомобіля зі злитими передніми і задніми крилами.
Ця назва походить з німецької мови. Вона була викликана зовнішньою подібністю таких автомобілів з німецькими танками часів Другої світової війни з навішеними по боках корпусу броневікнами, які в танкістів отримали прізвисько «Ponton», так як віддалено нагадували справжні понтони.
Лінія понтону — верхня лінія крил на таких автомобілях.
В 1950-ті роки лінію понтону часто стали об'єднувати з поясною лінією, наприклад, на тому ж Mercedes-Benz «Ponton».
В Північній Америці значення того терміну в автомобільному контексті цілком відмінно від загальноприйнятого, і «Pontoon Fenders» там зазвичай називають окремі крила деяких довоєнних автомобілів, задня частина яких не прилягала до кузова, як зазвичай, а була виконана загостреної краплеподібної чи у вигляді симетричного округлого тіла.

## Історія
Ідея автомобіля без виступаючих крил виникла дуже рано. Одним з перших її реалізував угорський конструктор Пауль Ярай на початку 1920-х років. Однак його автомобіль не був прийнятий публікою.
Також можна відмітити такі ранні моделі з «безкрилими» кузовами, як Hanomag Typ P «Kommissbrot» (Німеччина, 1925) чи Stout Scarab (США, 1935), деякі автомобілі штучного виготовлення французької марки «Вуазен», такі, як Voisin Aerosport 1936 року. Однак в ті роки ці моделі не поклали початку як би там не було масової тенденції в автомобільному дизайні.
В представницьких моделей чеської фірми Tatra — «T77» і «T87» — задні крила були повністю утоплені в боки кузова. Але передні крила продовжували виступати за його межі. Справжні автомобілі в понтонному стилі марки «Татра» з'явились тільки після Другої світової війни. Автомобіль Pierce-Arrow Silver Arrow 1933 року мав гладкий, по суті — понтонний бік, з якого виступали лише задні крила, і то трохи, але випущений був в п'яти екземплярах.
Автомобіль Stout Scarab (США, 1935) мав гладкий бік без виступаючих крил і випускався малою серією. Однак розміри й однооб'ємне компонування дозволяють його віднести скоріше до класу автобусів, а для них таке рішення і в ті роки не було унікальним (частково, можна згадати радянський НАТІ-ЗІС 1935 року).
Варто відмітити й умовно названі «напівпонтонними» автомобілі з псевдоаеродинамічними кузовами, які випускалися багатьма кузовними ательє на шасі серійних автомобілів з 1920-х років. Це були переважно спортивні дорогі моделі, або випущені дуже малою серією, або виготовлені штучно під замовлення. Передні крила в них були дуже довгими і мали продовження на дверях у вигляді штамповок; інколи утворені цими штамповками об'єми доходили до задніх крил, але при цьому передні й задні крила зберігали окремі утворювані криві і являли собою зв'язані один з іншим, але все ще незалежні об'єми (так зване «протяжне крило»).
Ряд таких автомобілів вироблявся в Німеччині, наприклад, деякі варіанти BMW 328 чи післявоєнні BMW 501 і BMW 502. В США в передвоєнні роки випустили визначену кількість серійних автомобілів з такими кузовами. Після війни цей прийом став популярним в британських автомобільних дизайнерів.
З формального погляду, не мав виступаючих за межі кузова крил армійський ГАЗ-64 (1941 рік). Однак його кузов мав спрощену конструкцію і був досить далеким від взірців масового громадянського автомобілебудування.
Так чи інакше, перші більш-менш масові зразки автомобілів понтонної стилістики з'явились лише після Другої світової війни. Питання про пріоритет в цій області є спірним до нашого часу.

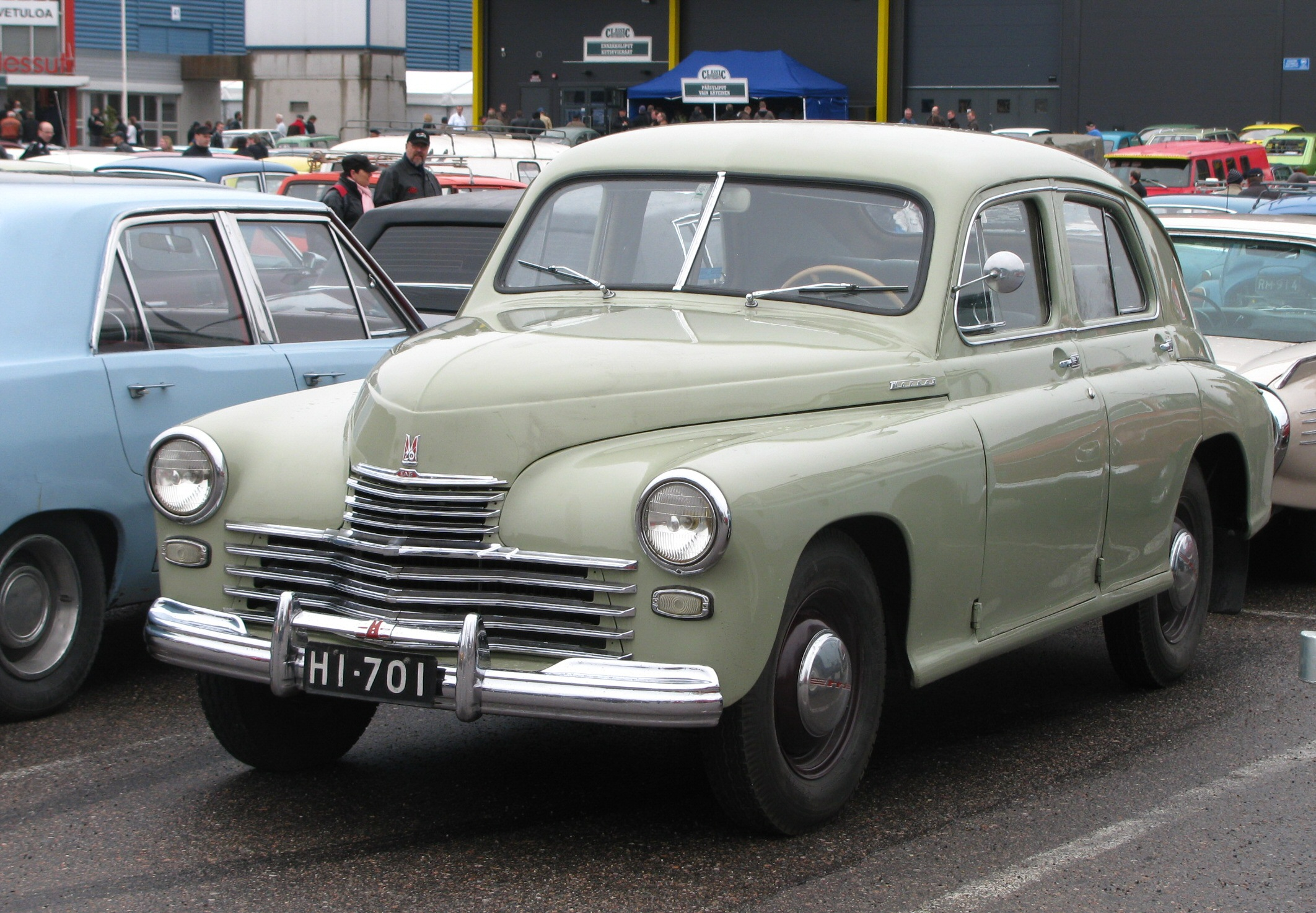
ГАЗ-М20 «Побєда» — перший у світі автомобіль з класичним понтонним кузовом

В країнах СНД першим серійним автомобілем без виступаючих крил вважається «Побєда» ГАЗ-М20 (у виробництві з 28 червня 1946, спроектована в 1944).
За кордоном «Побєда» маловідома, а прообразом цього типу автомобілів нерідко вважають дрібносерійне італійське спорткупе «Чізіталія 220» («Cisitalia 220») від ательє «Pininfarina» (публіці представлена в 1946, у виробництві з 1947 по 1952 р., випущено 170 екземплярів). Згадується, що перші ескізи подібного кузова, зроблені Фаріною-Молодшим, відносяться до 1937 року, в той час як перші ескізи «Побєди» художник В. Бродський зробив лише в 1943 році.
Між цим, щиро кажучи, «понтонними», наполовину утопленими в кузов, у цього автомобіля були лише передні крила — задні, як попередньо, виступали за габарит кузова і загальної лінії з передніми все ж не утворювали, — таким чином, його можна розглядати і як різновид відомої задовго до того «напівпонтонної» схеми, з дуже довгими передніми крилами, які зливаються із задніми, але загальної лінії з ними, знову ж, не утворюють. Крім того, досить обмежені масштаби випуску не дозволяють розглядати «Чізіталію» як серійний автомобіль масового виробництва, а штучні й малосерійні «понтонні» автомобілі подібного дизайну були відомими ще до війни.
В США першим автомобілем в понтонному стилі зазвичай вважають модель Kaiser Special.
Також до перших серійних автомобілів у такій стилістиці відносяться чеський Tatraplan / Tatra 600 (1947), британський Standard Vanguard Phase I (1947), американський Studebaker Champion (1947), і декілька інших моделей.
В другій половині 1940-х років ідея «безкрилого» кузова швидко розповсюджується по всьому світу.
В США, де ще до Другої світової війни існували «напівпонтонні» автомобілі, в деяких виробників виробляється свій, фактично перехідний від допонтонного до понтонного, тип кузова. Передні крила в таких автомобілів були наполовину утоплені в кузов і практично аналогічними понтонній схемі, але зберігались окремі візуальні об'єми задніх крил. Цей стиль проіснував до початку 1950-х років, будучи, по суті, глибоко модернізованим варіантом допонтонного кузова з виступаючими крилами.
Більш розповсюдженим, загалом, був інший підхід. Багато американських автомобілів тих років, наприклад, Chevrolet моделей 1949—1954 років, об'єднували «справжній» понтон з декоративними штамповками, які імітували виступаючі задні крила.
Такий самий принцип був використаний на радянському «ЗіМ» ГАЗ-12 (1949) і ряді європейських автомобілів.

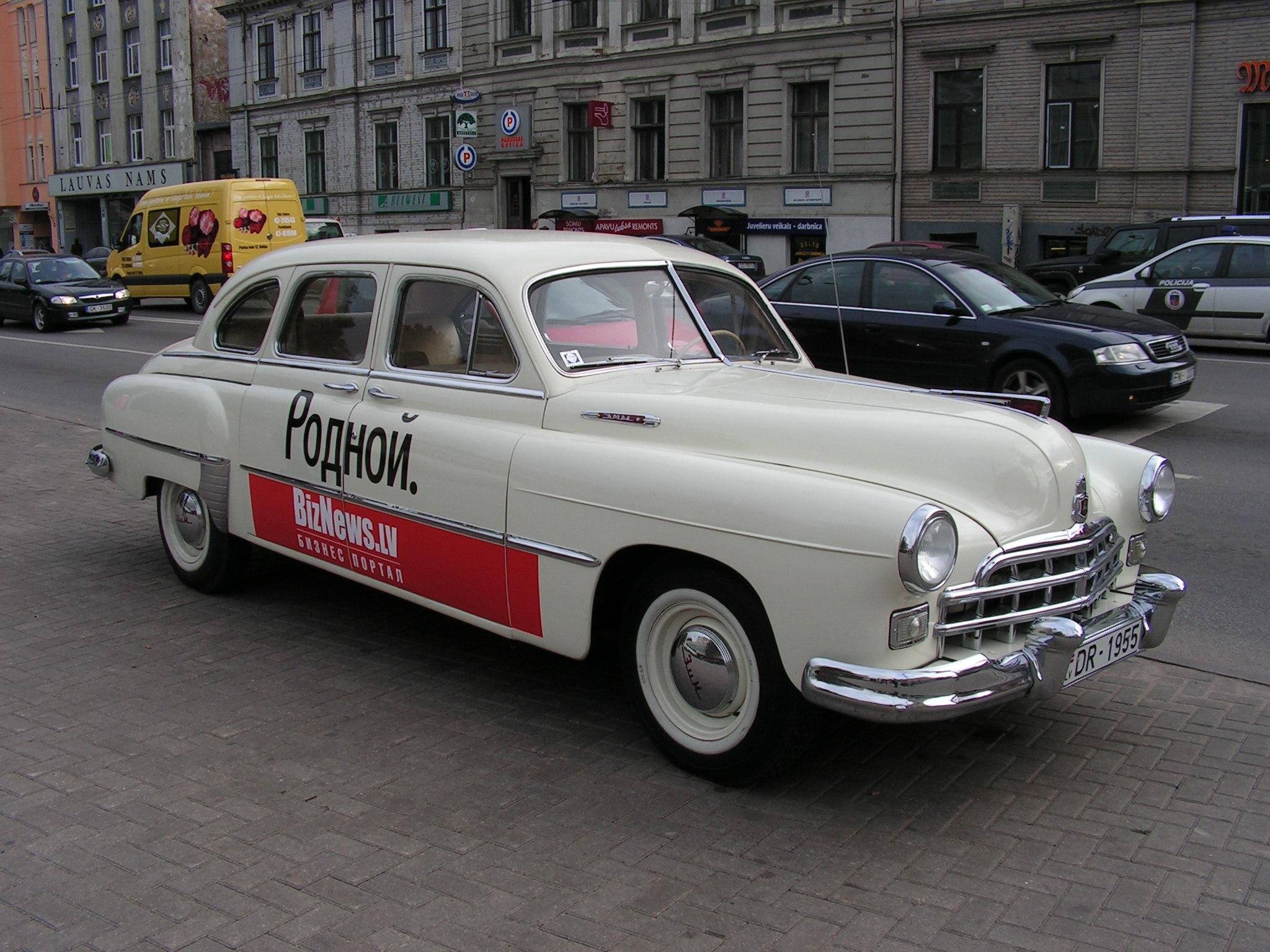
ГАЗ-12 «ЗіМ», на якому чітко видно штамповки на крилах

«Рудименти» задніх крил дозволяли візуально «розбити» монотонний бік довгого кузова з гладким боком, зробивши його більш привабливим ззовні, а також зробити кузов ширшим в районі заднього дивану.
Існували в США й «звичайні» понтони з гладким боком, наприклад, Hudson моделей 1948–1954 років, ранні автомобілі фірми Kaiser-Frazer, Packard 1948–1950 років, деякі моделі Nash. Однак цей тип отримав там значно меншого розповсюдження завдяки наявності технологічної можливості випускати більш складні й дорогі у виробництві кузови, але з приваблюваним виглядом і зі штамповками-імітаціями задніх крил.
На початку 1950-х років відбувається трансформація складеного типу понтонного кузова — верхня лінія понтону трохи піднімається вверх, а нижня лінія засклення (поясна лінія) опускається, в результаті чого з'являється кузов, у якого верхня лінія крил або об'єднана з поясною, або дуже до неї близька.
Це дозволяє покращити зовнішній вигляд кузова, а також збільшити площу засклення, зробити салон більш світлим і покращити огляд з місця водія.
Саме ця концепція дала початок всім наступним стилям в автомобілебудуванні. В 1950-ті роки кузов понтонного типу з єдиною поясною лінією став нормою для більшості автомобілів.
Внаслідок, сам термін «понтон» вийшов із вжитку як позначення даного типу кузова, оскільки зникло протиставлення між кузовами з виступаючими крилами і без них через практично повне зникнення перших з практики масового автомобілебудування.
В цьому сенсі, всі сучасні автомобілі (за рідкісними виключеннями на кшталт Chrysler PT Cruiser) — «понтони», хоча в цьому значенні даний термін вже давно не вживається.

## Переваги
Понтонний стиль мав ряд важливих переваг перед роздільними крилами:
- Більш сучасний і динамічний зовнішній вигляд;
- Більш раціональне використання ширини кузова, можливість значно розширити салон без збільшення загальної ширини машини;
- Підвищує міцність і жорсткість кузова[1];
- Покращує аеродинамічні якості автомобіля[1];
- Зменшує утворення пилу і спрощує мийку кузова.